# Llista de fraternitats jueves

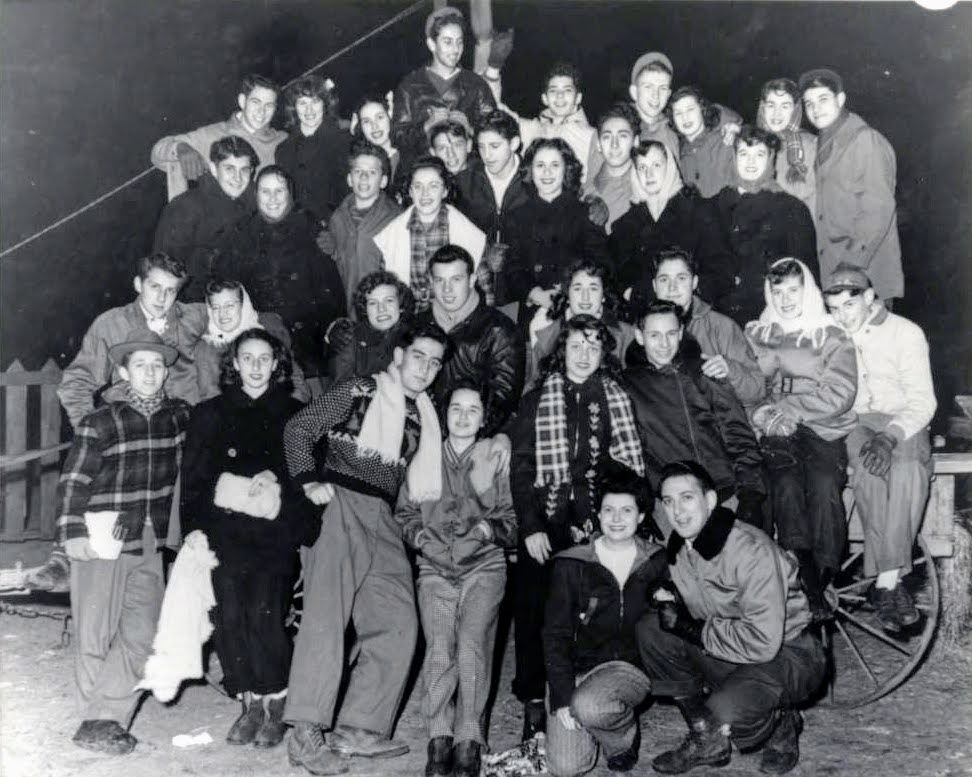
Aplec d'una fraternitat d'estudiants jueva. Minneapolis, Hennepin, Minnesota, Estats Units, 1949.

Llista de fraternitats jueves, aquesta és una llista de fraternitats i sororitats històricament jueves dels Estats Units i el Canadà, algunes d'aquestes organitzacions han estat històricament jueves en els seus orígens, però posteriorment han estat estrictament seculars, algunes han seguit més properes a les seves arrels jueves, encara que només des d'un punt de vista històric, mentre que altres promouen activament el judaisme i la cultura jueva, un exemple de l'anterior és la germanor Tau Delta Phi, una fraternitat d'herència jueva que va ser multicultural a partir del 1932, Tau Delta Phi era ètnicament jueva, però no era especialment religiosa quan va ser fundada el 1910, els seus primers membres eren ètnicament jueus, però provenien de diferents entorns religiosos, la fraternitat és sovint agrupada amb altres fraternitats jueves, però fa temps que s'identifica principalment com una organització secular.
Aquí els mots fraternitat i sororitat es fan servir de manera diferent, ja que els grups masculins i co-educacionals sempre fan servir la paraula "fraternitat", mentre que els grups femenins usen el terme "sororitat". El terme "societat de lletres gregues", es refereix aquí a l'ús de l'alfabet grec, i no a la pertinença al poble grec.

## Fraternitats d'estudiants

### Fraternitats universitàries masculines
- ΑΕΠ - Alpha Epsilon Pi, fundada el 7 de novembre de 1913, la seva publicació s'anomena: The Lion, (el lleó).

- ΣΑΜ - Sigma Alpha Mu, fundada el 26 de novembre de 1909, la seva publicació s'anomena: The Octagonian, (l'octàgon).

- ΤΔΦ - Tau Delta Phi, fundada el 10 de juny de 1910, la seva publicació s'anomena: The Pyramid, (la piràmide).

- ΖΒΤ - Zeta Beta Tau, fundada el 29 de desembre de 1898. La seva publicació s'anomena: The Digital Deltan.

### Sororitats universitàries femenines
- ΑΕΦ - Alpha Epsilon Phi, fundada el 24 d'octubre de 1909, la seva publicació s'anomena: Columns, (columnes).

- ΔΠ - Delta Pi, sororitat canadenca, fundada el 2 de novembre de 1989.

- ΖΒΩ - Zeta Beta Omega, sororitat canadenca, fundada el 3 de desembre de 2018.

- ΣΑΕΠ - Sigma Alpha Epsilon Pi, fundada l'1 d'octubre de 1998, la seva publicació s'anomena: The Iris Petal, (el pètal d'Iris).

- ΣΔΤ - Sigma Delta Tau, fundada el 25 de març de 1917, la seva publicació s'anomena: The Torch, (la torxa).

### Fraternitats pre-universitàries
- AZA - Aleph Zadik Aleph.

- BBG - B'nai B'rith Girls.

- BBYO - Organització juvenil dels B'nai B'rith.

- ΣΑΡ - Sigma Alpha Rho, fundada el 1917. La seva publicació s'anomena: The Gleaming Eye, (l'ull lluent).